# Urcos (Espanha)
Urcos (em latim: Urci) era um antigo assentamento no sudeste da Hispânia romana mencionado por Pompônio Mela, Plínio, o Velho e Ptolomeu. Os escritos desses historiadores indicam que a cidade estava localizada no interior do que hoje é Vilharicos, na Espanha, na bacia inferior do rio Almançora. Pode ser a cidade que emitiu moedas no século II com a legenda ibérica Urkesken, embora elas tenham algumas semelhanças com as moedas de Quelim e Icalesquém (quiçá Iniesta) do interior de Valência e do leste de Cuenca.
Indalécio, um missionário cristão do século I (durante a Era Apostólica), que é venerado como o santo padroeiro de Almeria, Espanha, é dito pela tradição que evangelizou a cidade de Urcos e se tornou seu primeiro bispo antes de ser martirizado ali. Urcos é hoje uma diocese titular da Igreja Católica.